# Gangawati
Gangawati là một thị xã và là nơi đặt hội đồng thành phố của quận Koppal thuộc bang Karnataka, Ấn Độ.

## Địa lý
Gangawati có vị trí 15°26′B 76°32′Đ / 15,43°B 76,53°Đ Nó có độ cao trung bình là 406 mét (1332 feet).

## Nhân khẩu
Theo điều tra dân số năm 2001 của Ấn Độ, Gangawati có dân số 93.249 người. Phái nam chiếm 51% tổng số dân và phái nữ chiếm 49%. Gangawati có tỷ lệ 57% biết đọc biết viết, thấp hơn tỷ lệ trung bình toàn quốc là 59,5%: tỷ lệ cho phái nam là 67%, và tỷ lệ cho phái nữ là 48%. Tại Gangawati, 15% dân số nhỏ hơn 6 tuổi.